# Balsièges
Balsièges là một xã ở tỉnh Lozère trong vùng Occitanie, phía nam nước Pháp.